# テッタウ (オーバーフランケン)
テッタウ (ドイツ語: Tettau) は、ドイツ バイエルン州 オーバーフランケン行政管区のクローナハ郡に属する市場町。

## 地理

### 位置
テッタウは、レンシュタイクの麓、フランケンヴァルト自然公園の北部に位置する。

### 自治体の構成
この町は、公式には8つの地区 (Ort) からなる。このうち孤立農場などを除く集落を以下に列記する。
- アレクサンダーヒュッテ
- クラインテッタウ
- ランゲナウ
- サッテルグルント
- シャウベルク
- テッタウ

### 合併
テッタウは、1978年に、それまで独立した自治体であったクラインテッタウ、ランゲナウおよびテッタウが合併して成立した。

## 行政

### 町議会
テッタウの町議会は、町長を含めて15議席である。

### 紋章
紋章の図柄：下部は、銀色と黒とで四分割されている。その上方は赤地（左）と銀色地（右）に分かれている。左側には銀色の取っ手付きの花瓶、右側には赤い鍵が3本、描かれている。

## 引用
1. ↑  https://www.statistikdaten.bayern.de/genesis/online?operation=result&code=12411-003r&leerzeilen=false&language=de Genesis-Online-Datenbank des Bayerischen Landesamtes für Statistik Tabelle 12411-003r Fortschreibung des Bevölkerungsstandes: Gemeinden, Stichtag (Einwohnerzahlen auf Grundlage des Zensus 2011)
2. ↑  Bayerische Landesbibliothek Online